# Siège de Groenlo (1606)
Pour les articles homonymes, voir siège de Groenlo.
Guerre de Quatre-Vingts Ans
Batailles
- Chronologie de la guerre de Quatre-Vingts Ans
- Valenciennes
- Austruweel
- Rheindalen
- Heiligerlee
- Jemmingen
- Jodoigne
- Brielle
- 1er Flessingue
- Malines
- Goes
- Mons
- Haarlem
- 2e Flessingue
- Borsele
- Zuiderzee
- Alkmaar
- Leyde
- Reimerswaal
- Mook
- Lillo
- Zierikzee
- 1er Anvers
- 1er Bréda
- Gembloux
- Rijmenam
- 1er Deventer
- Maastricht
- 2e Bréda
- Açores
- 2e Anvers
- 3e Anvers
- Boksum
- Zutphen
- 1er Berg-op-Zoom
- Gravelines
- 3e Bréda
- 2e Deventer
- Groningue
- Huy
- 1er Groenlo1
- 2e Groenlo
- Turnhout
- Nieuport
- Ostende
- L'Écluse
- 3e Groenlo
- Saint-Vincent
- Gibraltar
- Saint-Vincent (1621)
- 2e Berg-op-Zoom
- 4e Bréda
- 4e Groenlo
- Matanzas
- Bois-le-Duc
- Abrolhos
- Slaak
- Maastricht
- 5e Bréda
- Cabañas
- Calloo
- Les Downs
- Saint-Vincent (1641)
- Hulst
- Cavite

En 1606, au cours de la guerre de Quatre-Vingts Ans, la ville de Groenlo, aussi appelée Grolle, dans la province de Gueldre aux Pays-Bas, a été assiégée deux fois.

## Siège de Spinola
Le premier siège a commencé le 3 août 1606 et a été mené par les tercios espagnols sous le commandement d'Ambrogio Spinola. La cité s'est rendue 11 jours après, pour rester sous le contrôle des Espagnols.

## Siège de Maurice d'Orange
Après le départ de Spinola, le 24 octobre, Maurice de Nassau à la tête d'une armée des Provinces-Unies, après avoir pris Lochem, commença le second siège de Groenlo.
Au début de novembre, Spinola revint sur ses pas. Apprenant l'arrivée de Spinola, Maurice replia ses troupes à Lebel ; en dépit de la supériorité numérique des forces hollandaises de Maurice de Nassau, celui-ci décida de lever le siège le 9 novembre et de se retirer à Zelhem, évitant le combat contre l'avis de ses officiers. Ce même jour, Spinola, ayant repris la cité, a mis en marche ses troupes en direction de Münster.

## Sources
- (es) Cet article est partiellement ou en totalité issu de l’article de Wikipédia en espagnol intitulé « Sitio de Groenlo (1606) » (voir la liste des auteurs).